# South Normanton
South Normanton – wieś w Anglii, w hrabstwie Derbyshire, w dystrykcie Bolsover. Leży 23 km na północny wschód od miasta Derby i 196 km na północny zachód od Londynu. Miejscowość liczy 8035 mieszkańców.